# Новосибірський обласний театр ляльок
Новосибірський обласний театр ляльок (рос. Новосибирский областной театр кукол) — обласний ляльковий театр у місті Новосибірську (Росія).

## Загальні дані
Новосибірський обласний театр ляльок міститься у спеціально збудованому приміщенні в центрі міста за адресою:
вул. Леніна, буд. 22, м. Новосибірськ (Росія).
Останнє деятиліття художнє керівництво театром здійснює головний режисер А.В. Свириденко.

## З історії театру
Перший дитячий театр у Новосибірську — Новосибірський театр юного глядача було відкрито 1 вересня 1933 року. Дуже скоро його головний режисер М.С. Кисець та актриса Р.М. Ландіс організували при ньому студію лялькарів. Відтак, датою відкриття Новосибірського лялькового театру вважається 1 травня 1934 року — цього дня була показана прем'єрна вистава «Петрушка в гостях у школьников». 
У роки Німецько-радянської війни до Новосибірську було евакуйовано Державний Центральний театр ляльок, і від липня 1942 року до серпня 1945 року Новосибірський ляльковий театр був філією московського театру ляльок під керівництвом С. Образцова, зазнавши значного впливу з боку іменитих столичних лялькарів. Театр у цей час не лише працював у місті, але й виїжджав на тривалі гастролі в прифронтові райони з виставами і концертами.
До 1952 року театром керував B.C. Виноградов. Понад 30 років віддав Новосибірському театрові ляльок заслужений працівник культури РФ, головний художник театра Олександр Коритний. Упродовж 27-ми років закладом керував Н.А. Бірюля. 
Останні 10 років головним режисером театру був А.В. Свириденко. У співпраці з О. Коритним вони створили яскраві вистави: «Куда ты, жеребенок?» Р. Москової, «Две царицы» В. Синакевича, «Котенок на снегу» К. Мєшкова і П. Катаєва, «Вместе с нами поиграй!» М. Супоніна тощо. У постановках режисера використані ляльки різних систем (тростьові, перчаточні, маріонетки і планшетні) та маски, де актори сміливо застосовують засоби синтетичного театру: пластику ляльки і власного тіла, мистецтво драматичного актора і музичність.

## Репертуар і діяльність
У теперішній час у репертуарі Новосибірського обласного театру ляльок понад 25-ти вистав — за дитячими і «дорослими» творами.
Театр регулярно виїжджає на гастролі по країні й за рубежем.

## Джерело-посилання
- Новосибірський обласний театр ляльок на www.novosibout.ru (сайт, присвячений місту Новосибірську) (рос.)